# Porella linguaefolia
Porella linguaefolia là một loài rêu trong họ Porellaceae. Loài này được (Stephani) S. Hatt. mô tả khoa học đầu tiên năm 1975.